# 冰箱贴

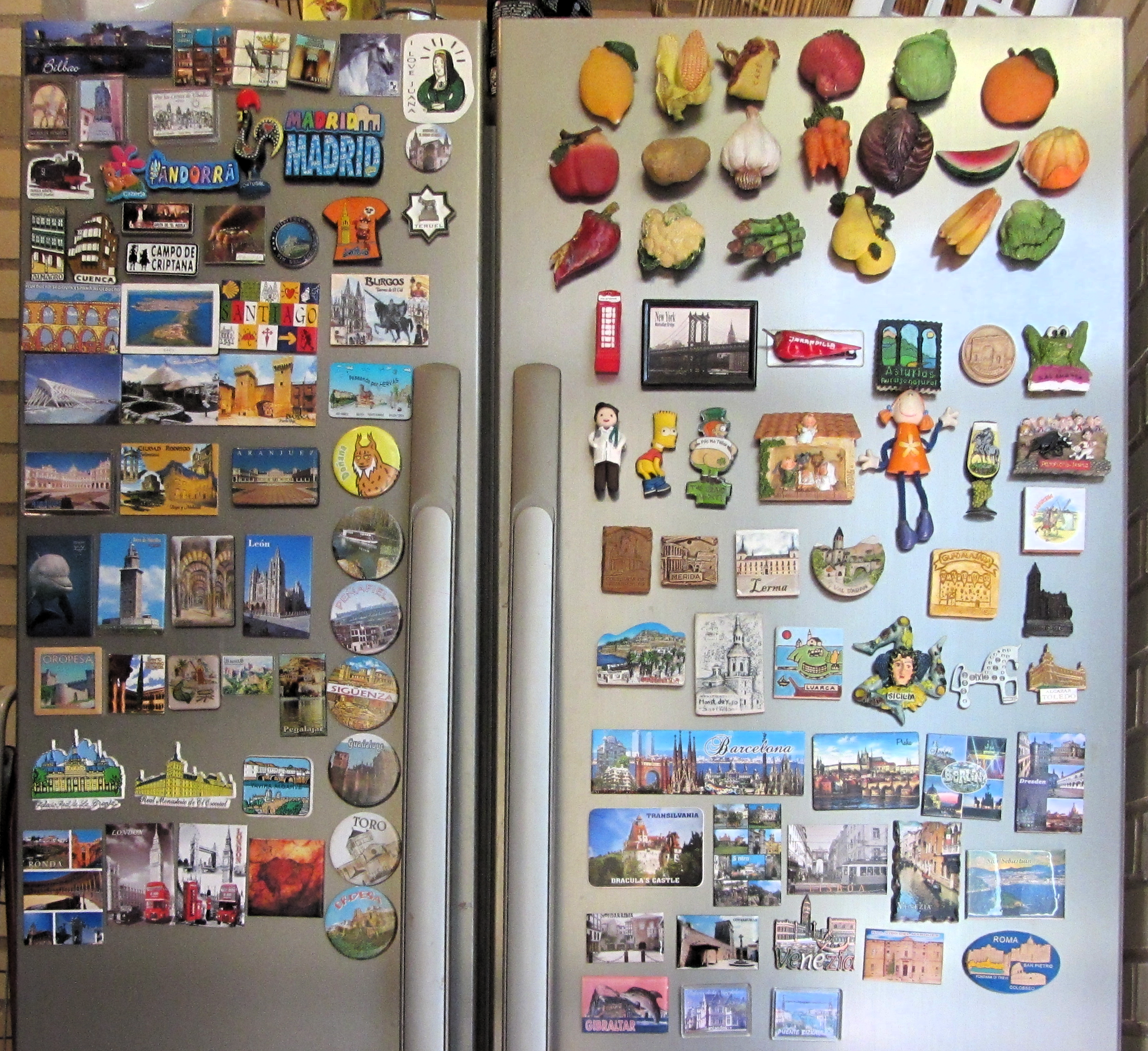
一堆貼在冰箱上的冰箱貼

冰箱貼是指貼在冰箱上面的小磁鐵，冰箱贴的表面可以是照片、日曆或留言條。冰箱贴有多种形状和尺寸。除了冰箱之外，冰箱贴还可以貼在其他地方。
冰箱貼是一種廣泛使用的小型裝飾品，通常以磁鐵固定在冰箱門上，用於展示照片、記事、備忘錄和其他重要資訊。它們是現代家庭生活中常見的物品，被廣泛用於組織和管理個人和家庭的事務。

## 歷史
冰箱貼的歷史可以追溯到20世紀六十年代。當時，伊曼纽尔和布伦特開始在冰箱門上使用磁鐵來貼紙、照片和其他小物件，這樣可以將這些物品方便地展示在家庭成員的視線範圍內。這種做法很快流行起來，並成為一種家居裝飾的常見方式。

## 使用
1.冰箱貼的使用有許多好處。首先，它們提供了一個方便的地方來展示照片和記錄重要的信息。無論是家庭成員的合照、度假照片，還是孩子的畫作，都可以輕鬆地貼在冰箱上，讓人們每天都能看到。同樣地，重要的備忘錄、購物清單和日程安排也可以方便地放在冰箱上，以便提醒自己和其他家庭成員。
2.冰箱貼也可以增添家居的個性和風格。有各種各樣的冰箱貼款式和設計可供選擇，無論是簡約都能找到適合的。
3.冰箱貼還可以提供一個互動的平台。家庭成員可以在冰箱貼上留下便條、小紙條或簡單的圖畫，與其他人分享訊息或表達關心。這種簡單的互動增強了家庭成員之間的聯繫和溝通，使冰箱成為一個家庭的中心點。